# Alejandro de Hohenlohe-Waldenburg-Schillingsfürst

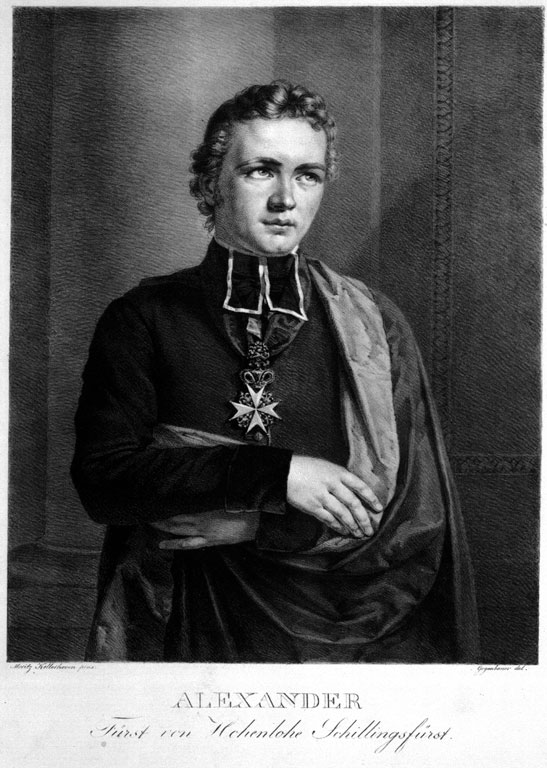
Príncipe Alejandro de Hohenlohe-Waldenburg-Schillingsfürst.

El Príncipe Alejandro de Hohenlohe-Waldenburg-Schillingsfürst (en alemán Alexander Leopold Franz Emmerich; 17 de agosto de 1794 - 17 de noviembre de 1849) fue un sacerdote alemán y reputado obrador de milagros.

## Biografía
Alejandro nació en Kupferzell, en las cercanías de Waldenburg, siendo un hijo del Príncipe Carlos Alberto II de Hohenlohe-Waldenburg-Schillingsfürst (1742-1796) y su segunda esposa, la Baronesa Judith Reviczky de Revisnye (1753-1836), una hija de un noble húngaro. 
Hizo sus estudios en el Theresanium de Viena, en la academia de Berna en 1808, en el seminario arquiepiscopal de Viena en 1810, en el seminario de Tirnau, y continuó sus estudios de teología en Ellwangen. Fue ordenado sacerdote en 1815, y permaneció en Roma.
Se hizo capellán de la Orden de Malta un año más tarde, siendo próximo a los Padres de los Sagrados Corazones. Subsiguientemente, es nombrado vicario episcopal en 1819 y capitular en Bamberg en 1821. A persar de su considerable reputación como predicador, es acusado de obscurantismo y de estar al servicio de los Jesuitas.
La primera así denominada cura milagrosa fue efectuada, en conjunción con un campesino local, Martin Michel, sobre la Princesa Matilde von Schwarzenberg, quien había estado paralítica durante varios años. Inmediatamente adquirió semejante fama como realizador de milagros que multitudes de varios países se congregaron para participar de sus supuestos dones sobrenaturales. Calificado de dudoso taumaturgo, debe hacer frente a virulentas críticas dentro y fuera de la Iglesia. El Papa Pío VII le prohíbe permanecer en Baviera, que el príncipe abandona para ir a Viena en 1821. Poco después, en 1822, es nombrado por mediación del emperador Francisco I canónigo en Grosswardein, por entonces en el reino de Hungría. En 1844 es nombrado obispo tiutlar de Sardica por Gregorio XVI.
Murió en Vöslau, cerca de Viena, en casa de su sobrino, el conde Fries (hijo de su hermana María Teresa y de Moritz von Fries), donde se hubo de refugiar después de haber tenido que huir de la revolución húngara de 1848.
Alejandro fue el autor de varios escritos ascéticos y controvertidos, que fueron recogidos en una colección y publicados en una edición por S. Brunner en 1851.